# Бойков, Иван Яковлевич
Иван Яковлевич Бойков (1891, Бежецк, Тверская губерния — после 28 июля 1934 года, предположительно город Красновишерск, Вишерские лагеря) — священнослужитель, святой Русской православной церкви, причислен к лику святых как священномученик в 2000 году для общецерковного почитания. Брат — священномученик Иаков Бойков.

## Биография
Родился в семье священника.
Образование
- 1915 Окончил Тверскую духовную семинарию.

Служение
- 1915—1918 Псаломщик в городском соборе г. Осташков (Тверская губерния).
- 1918—1921 Школьный учитель, г. Бежецк (Тверская губерния).
- 1921 Рукоположен во иерея.
- 1921—1929 Священник в храме д. Залужанье Молоковского уезда Тверской губернии. В 1929 году храм был закрыт, супруга и некоторые из крестьян просили о. Иоанна перестать служить. Священник отвечал: «Нет, я не изменник Богу. Море переплывешь — утонешь на берегу».
- 1929 — 1 октября 1930 Священник в храме погоста Белый Молоковского района Тверской области. Во избежание преследования семьи о. Иоанн разрешил жене развестись. Семья осталась жить в с. Залужанье.
- 1 октября 1930 — 12 марта 1931 Священник в с. Бошорово Краснохолмского района Тверской области. В селе проживали монахини из ранее закрытых монастырей и служба велась по монастырским правилам. Священник иногда ночью приезжал в с. Залужанье — навестить семью и повидаться с прихожанами. Иногда соседи доносили уполномоченному ГПУ о приезде о. Иоанна. Приходивший с проверкой милиционер спрашивал, здесь ли священник, и тут же уходил, не желая его арестовывать.

Семья
Супруга — Евфросиния Михайловна. Дети — Нина и Вера.

## Арест и мученическая кончина
12 марта 1931 года был арестован ГПУ по доносу соседей вместе со своими прихожанами — по обвинению в выступлениях против колхозов и создании группы под его руководством. Виновным себя не признал. Арестованные прихожане также не признали себя виновными. По приговору тройки ОГПУ от 20 апреля 1931 года был осужден на 5 лет исправительно-трудовых лагерей. Также на разные сроки были осуждены четверо прихожан. Семья о. Иоанна была выселена из дома, имущество было полностью конфисковано. Дочерям о. Иоанна Нине и Вере на тот момент было восемь и четыре года. После ареста супруга с детьми поселились в Бежецке у матери о. Иоанна. Жене пришлось побираться, так как жену священника брать на работу не хотели. В 1937 году у неё отнялись ноги.
Из лагеря о. Иоанн отправил ряд писем своей семье. В последнем письме, датированном 28 июля 1934 года, он говорил, что из Вишерского лагеря его должны отправить в неизвестном направлении этапом. На тот момент о. Иоанн был тяжело болен туберкулёзом и вскоре скончался. Точная дата кончины неизвестна.
Реабилитирован по Указу Президиума ВС СССР от 16 января 1989.

## Канонизация
Причислен к лику святых новомучеников и исповедников Российских для общецерковного почитания Деянием Юбилейного Архиерейского Собора Русской Православной Церкви, проходившего 13—16 августа 2000 года в Москве.
День памяти: 6/19 апреля и в Соборе новомучеников и исповедников Российских.